# Belém/Val-de-Cans nemzetközi repülőtér
A Belém/Val-de-Cans nemzetközi repülőtér egy nemzetközi repülőtér (IATA: BEL, ICAO: SBBE) Brazíliában, Belém közelében. Éves utasforgalma 3 520 803 fő (2018).

## Kifutópályák
A repülőtér futópályái:
- 6/24 (2800 m, 45 m, aszfalt)
- 02/20 (1830 m, aszfalt)

## Forgalom
Az utasforgalom az elmúlt években az alábbi módon változott:
| Utasok száma | 1 015 990 | 1 165 092 | 1 441 491 | 2 068 933 | 2 653 300 | 3 294 016 | 3 661 954 | 3 232 345 | 2 075 540 | 3 393 571 |
|              | 2000      | 2002      | 2005      | 2007      | 2010      | 2012      | 2015      | 2017      | 2020      | 2022      |

## Légitársaságok és úticélok
2025-ben a Belém/Val-de-Cans nemzetközi repülőtérről az alábbi járatok indulnak (Utoljára frissítve: 2025-02-18):
| Légitársaság            | Célállomások |
| ----------------------- | --- |
| Air France              | Cayenne |
| Azul Brazilian Airlines | Altamira, Belo Horizonte–Confins, Boa Vista (vége 2025. március 10-zel),[forrás?] Brasília, Campinas, Carajás, Fortaleza, Fort Lauderdale, Macapá, Manaus, Marabá, Natal, Recife, Santarém, São Luís, São Paulo–Guarulhos |
| Azul Conecta            | Almeirim, Breves, Carajás, Monte Dourado, Ourilândia do Norte, Paragominas, Porto de Moz, Salinópolis, Tucuruí |
| Fly All Ways            | Charter: Paramaribo |
| Gol Linhas Aéreas       | Brasília, Macapá, Paramaribo, Rio de Janeiro–Galeão, Santarém, São Paulo–Guarulhos |
| LATAM Brasil            | Brasília, Fortaleza, Macapá, Manaus, São Paulo–Guarulhos |
| Surinam Airways         | Paramaribo |
| TAP Air Portugal        | Lisszabon |